# Gouda (ost)

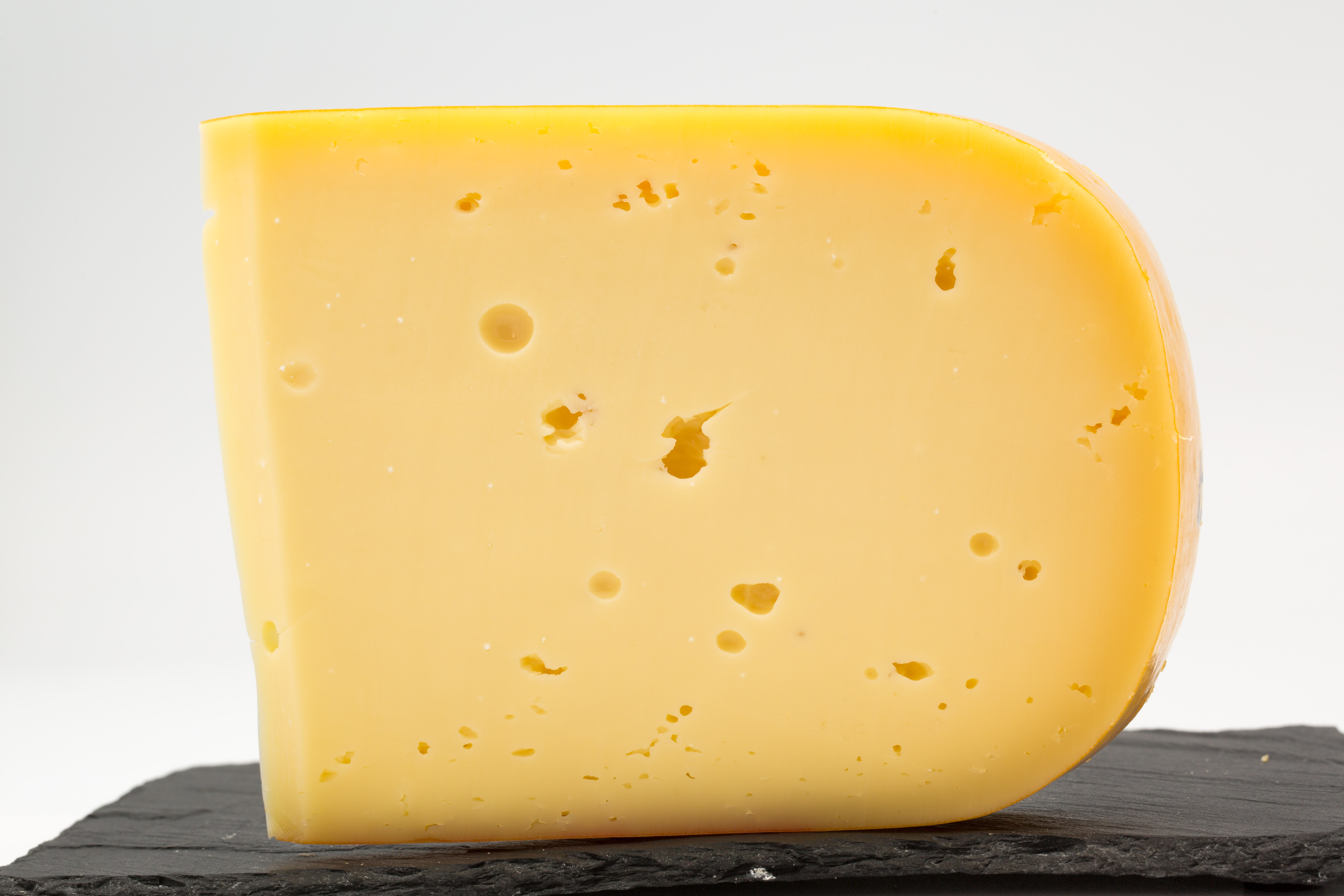
Goudaost.

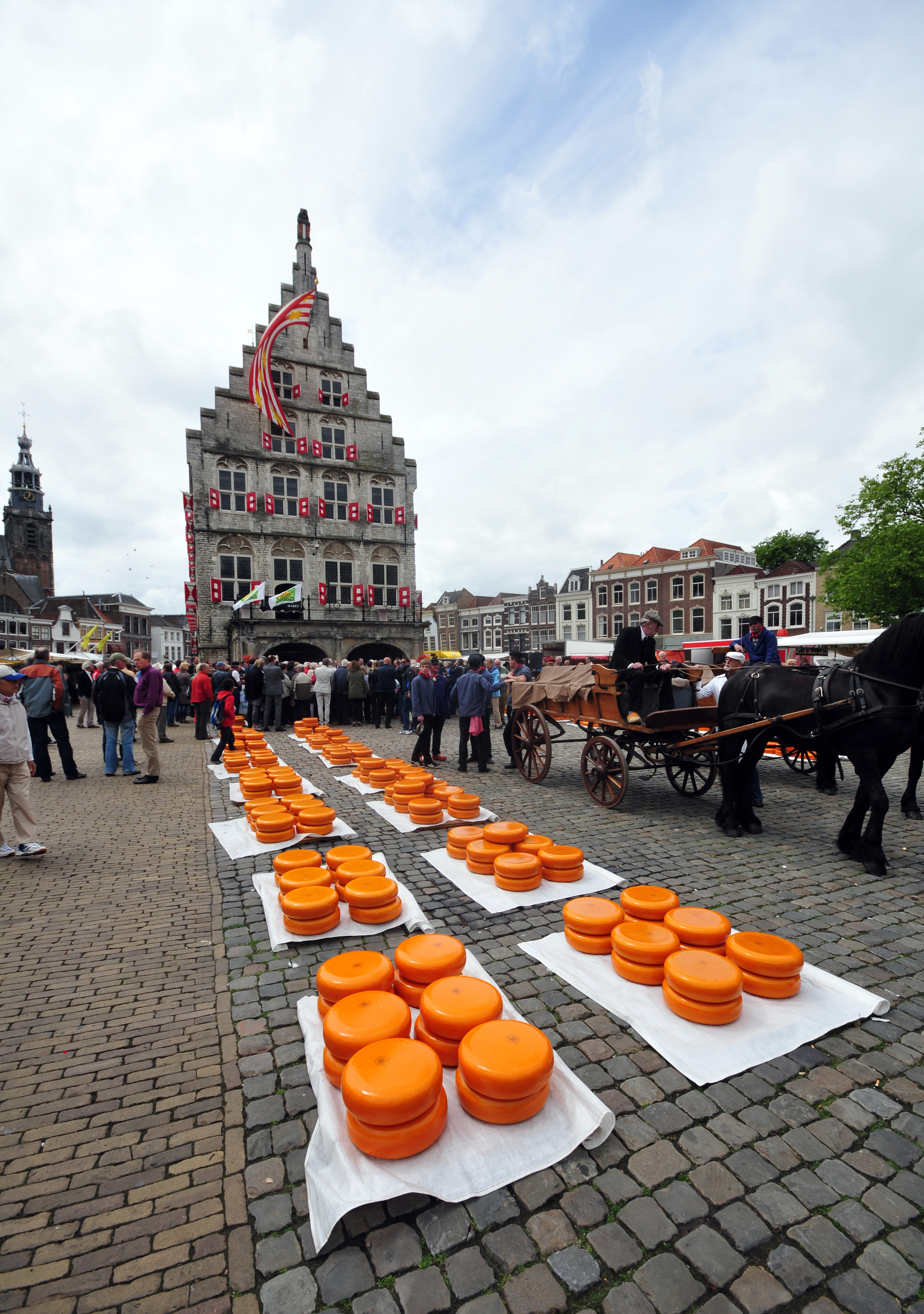
Ostmarknad i Gouda.

Gouda (nederländskt uttal: ['ɣʌu̯daː], lyssna (fil); [²guːda]) är en nederländsk ost som från början tillverkades i staden Gouda. Osten är halvhård, tillverkad av komjölk och har naturlig skorpa. Den lagras från några månader till två år eller mer. När osten mognar hårdnar skorpan och innanmätet mörknar och hårdnar och utvecklar sin smak.
En mängd varianter finns, ibland vaxade med gult, grönt, rött eller svart vax. Ost av Goudatyp tillverkas också utanför Nederländerna, som till exempel Coolea (Irland), Penbryn (Wales), Teifi (Wales), Svensk Gouda, Drabant (Sverige), Billinge (Sverige).